# Distrito de Chobe
El Distrito de Chobe es una división administrativa en la parte norte de Botsuana, con sede en Kasane. En 2001 se fusionó con Ngamilandia, y hasta el año 2006 compartió con Ngamilandia el Consejo del Distrito Noroeste como gobierno local. El parque nacional de Chobe está en esta zona del norte de Botsuana.
En 2011, la población total del distrito era de 23 347 habitantes en comparación con 18 258 en 2001. La tasa de crecimiento de la población durante la década fue de 2,49. El número total de trabajadores era de 12 059, de los que 6 113 eran hombres y 5 947 mujeres, la mayoría de los cual trabajaban en la administración pública.
Kasane y el parque nacional de Chobe, el segundo parque nacional más grande del país, son las principales atracciones turísticas del distrito. El parque nacional también tiene la mayor población de elefantes de África. El distrito comparte la frontera internacional del país con Namibia y Zambia en el norte, Zimbabue en el este, y también con el Distrito Noroeste del país.
El distrito se compone de nueve pueblos, que son Kasane, Kachikau, Kazungula, Kavimba, Lesoma, Mabele/Muchinje, Parakarungu, Pandamatenga y Satau. Kasane es el centro urbano del distrito.